# Provincia de Jerife Kabunsuan
Jerife Kabunsuan (inglés: Province of Shariff Kabunsuan) fue una provincia de Filipinas situada en la isla de Mindanao y que formaba parte de la Región Autónoma del Mindanao Musulmán (RAMM). Fue creada el año 2006, segregando once municipios de la provincia de Maguindanao,   siendo disuelta  por sentencia del Tribunal Supremo de Filipinas en 2008. 
El Jerife Kabunsuán fue un dawwa malayo natural de Johor quien introdujo el islam en la región filipina de Mindanao Central.

## Geografía

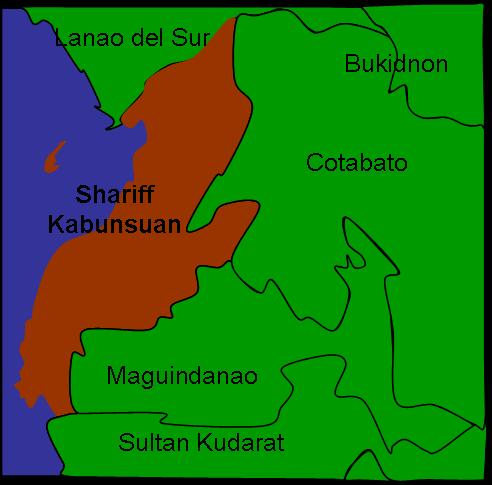
Provincia del Jerife Kabunsuan.

La frustrada provincia del Jerife Kabunsuan estaba formada por los siguientes 11 municipios agrupados en dos distritos:
- Primer Distrito formado por Barira, Buldón, Matanog, Parang, Sultán Mastura y Sultán Kudarat.
- Segundo Distrito formado por Datu Blah T. Sinsuat, Datu Odin Sinsuat, Cabuntalán,  Cabuntalán  del Norte y Upi.

## Historia
La provincia de Jerife Kabunsuan se creó al amparo de la Ley 201 de Autonomía del Mindanao Musulmán donde se  estableció la creación de la nueva provincia, comprendiendo los municipios de Barira, Buldon, Datu Odin Sinsuat, Kabuntalan, Matanog, Parang, Sultan Kudarat, Sultan Mastura y Upi, todos pertenecientes al primer distrito legislativo de la provincia madre de Maguindanao.
El 29 de octubre de 2006 fue ratificado en plebiscito la creación de la nueva provincia, obteniendo 285.372 votos a favor y solamente 8.802 en contra.
En el seno de esta nueva provincia fue creado el municipio de Kabuntalán del Norte (Northern Kabuntalan).
La ley que estableció la nueva provincia de Jerife Kabunsuan fue promulgada por la Asamblea Regional de la Región Autónoma del Mindanao Musulmán, siendo esta  la primera provincia establecida desde la independencia de Filipinas sin mediar una ley del Congreso.
La ciudad de Cotabato se rige de forma independiente pero a los efectos de obtener su representación en el Congreso quedó agrupada con Jerife Kabunsuan.